# Stóla (település)
Stóla (szlovákul Štôla, németül Stollen) község Szlovákiában, az Eperjesi kerület Poprádi járásában.

## Fekvése
Poprádtól 15 km-re nyugat-északnyugatra, a Poprád bal oldalán fekszik.

## Nevének eredete
Neve a német stollen (= tárna) főnévből ered. Határában egykor bányászat folyt.

## Története
Területét 1279-ben adományozta IV. Béla király betelepítés céljára. 1314-ben a kiirtott erdő helyén bencés kolostor létesült, a falu később a kolostor körül alakult ki. A falu első írásos említése 1330-ból származik „Stoly” alakban. 1333-ban „Stahl”, 1393-ban „Stol”, 1499-ben „Stolnaw” néven említik. 1526-ban a kolostor leégett, anyagát a batizfalvi Máriássy-kastély építéséhez használták fel. A falunak 1787-ben 17 háza és 142 lakosa volt.
A 18. század végén Vályi András így ír róla: „STOLLA. Stollen. Tót falu Szepes Vármegy. földes Ura Márjásy Uraság, lakosai katolikusok, és evangelikusok, fekszik Batizfalvához nem meszsze, és annak filiája; határja hegyes, vőlgyes, legelője, erdője elég van.”
1828-ban 24 házában 178 lakos élt. A 18–19. században lakói gyógyolaj készítéssel, fafeldolgozással foglalkoztak. Később a mezőgazdaság volt a fő megélhetési forrás, majd a tátrai turizmus fellendülésével egyre nagyobb bevétel származott a turistaforgalomból is.
Fényes Elek 1851-ben kiadott geográfiai szótárában így ír a faluról: „Stola, Stollen, igen régi tót falu, Szepes vmegyében, a Kárpátok tövében, 9 kath., 469 evang. lak., kik sok teknőt, s más faszerszámot készitnek, továbbá fiatal medvéket, borzokat s murmutérokat fognak. Hajdan volt itt a sz. Benedek szerzeteseinek apátságuk. F. u. nagyobb részt a Marjássy nemzetség. A megyében ezen falu határát éri legelőször a Poprád. Ut. p. Késmárk.”
A leégett kolostor anyagát 1870-ben az evangélikus templom építéséhez is felhasználták. 1870-ig Menguszfalvához tartozott. A trianoni diktátumig Szepes vármegye Szepesszombati járásához tartozott.
1960-ban ismét Menguszfalvához csatolták, majd 1989-től újra önálló község.

## Népessége
| Év:            | 1994. | 2004.   | 2014.   | 2024.   |
| -------------- | ----- | ------- | ------- | ------- |
| Emberek száma: | 533   | 548     | 539     | 526     |
| Eltérés:       |       | +2,81 % | -1,64 % | -2,41 % |

| Év:            | 2023. | 2024.   |
| -------------- | ----- | ------- |
| Emberek száma: | 531   | 526     |
| Eltérés:       |       | -0,94 % |

1910-ben 290, többségben szlovák anyanyelvű lakosa volt, jelentős cigány kisebbséggel.
2011-ben 514 lakosából 469 szlovák volt.
2021-ben 514 lakosából 2 (+1) magyar, 5 (+7) cigány, (+1) ruszin, 469 (+6) szlovák, 9 (+2) egyéb és 29 ismeretlen nemzetiségű volt.